# Contea di Neosho
La contea di Neosho in inglese Neosho County è una contea dello Stato del Kansas, negli Stati Uniti. La popolazione al censimento del 2000 era di 16 997 abitanti. Il capoluogo di contea è Erie.